# あだちなみ
あだち なみ（1974年〈昭和49年〉9月3日 - ）は、日本の絵本作家。多摩美術大学美術学部統合デザイン学科の非常勤講師。

## 略歴
岐阜県多治見市生まれ。多治見市立小泉小学校、多治見市立小泉中学校卒業。岐阜県立多治見高等学校在学中より将来の夢を叶える為に美術系大学で学ぶ事を考え、「河合塾美術研究所」に放課後通い、高校卒業後も塾に通学し一浪の末、1994年念願の第一志望校に合格し
、多摩美術大学美術学部グラフィックデザイン専攻へ進学・卒業。
玩具メーカー『株式会社タカラ』を経て『バンダイ』に転職し、デザイナーとして勤務。あだちは転職前ドイツのぬいぐるみ『シュタイフ』の仕事により熊の絵が得意だった為、原作者となるあいはらひろゆきに声をかけられ、バンダイ企画として第1作目の『くまのがっこう the bear's school』（2002年8月、文：あいはらひろゆき、ブロンズ新社、ISBN 4-89309-263-4）に於いて絵本の作画を初めて担当し、絵本作家デビューとなる。
翌2003年10月よりフリーランスに転身後もあいはらと共作を続行し、『くまのがっこう』絵本シリーズの作画を含め、絵本作家・デザイナーとして活動している。

### 制作エピソード
- 「くまのがっこう」シリーズの絵本制作では、原作のあいはらが物語を書いた後も作画のあだちと物語とラフ絵を対象に編集者を挟まずに2人で納得するまで何度もディスカッションし、時には原作の展開を変えたり様々なアイデアを出し合って仕上げていると、シリーズ第9作目発売前のインタビューであいはらが語っている[10]。

## 主な作品
- 「くまのがっこう」シリーズ（2002年- ブロンズ新社）（文・あいはらひろゆき）
- 「くまのこミン」シリーズ（2004年- 講談社）（文・あいはらひろゆき）
- 「うたのじかん」１～３（2005年 ひかりのくに）（構成・あいはらひろゆき）[13]
- 「うさぎちゃん」シリーズ（2005年- 教育画劇）（文・あいはらひろゆき）[13]
- 「フラニーとメラニー」シリーズ（講談社）（2006年- 文・あいはらひろゆき）[13]
- 「せかいでひとつだけのケーキ」（2006年 教育画劇）（文・あいはらひろゆき）[13]
- 「せかいでいちばんママがすき」（2007年 教育画劇）（文・あいはらひろゆき）[13]
- 「クリスマスプレゼント」１～２（2007年 教育画劇）（文・あいはらひろゆき）[13]
- 「りんちゃんとあおくん」シリーズ（2008年- ポプラ社）（文・あいはらひろゆき）[13]
- 「へっぽこまじょこ　ニコとニキ」シリーズ（2010年- 小学館）（文・あいはらひろゆき）[4]
- 「おひさまむらのこどもたち」（2008年 教育画劇）（文・あいはらひろゆき）[13]
- 「行事かるた」（2013年　ポプラ社）（文・もとしたいづみ）[4]